# 3228 Pire
3228 Pire è un asteroide della fascia principale. Scoperto nel 1935, presenta un'orbita caratterizzata da un semiasse maggiore pari a 2,4622349 UA e da un'eccentricità di 0,1348658, inclinata di 1,92450° rispetto all'eclittica.